# Sulphur Springs (Arkansas)
Sulphur Springs – miasto w Stanach Zjednoczonych, w stanie Arkansas, w hrabstwie Benton.